# کنوانسیون ایمنی سازمان ملل و پرسنل وابسته
کنوانسیون ایمنی سازمان ملل و پرسنل وابسته، معاهده سازمان ملل است که هدف آن محافظت از عملیات حفظ صلح سازمان ملل متحد و سایر پرسنل سازمان ملل است.
نیوزیلند و اوکراین این کنوانسیون را در سال ۱۹۹۳ پیشنهاد دادند و کمیسیون حقوق بین‌الملل در سال ۱۹۹۴ این کنوانسیون را تهیه کرد. مجمع عمومی سازمان ملل متحد قطعنامه ای را تصویب کرد که این کنوانسیون را در ۹ دسامبر ۱۹۹۴ تصویب کرد.

## محتوا
طرفین کنوانسیون موافقت می‌کنند که جرم انگاری مرتکب قتل‌ها یا آدم‌ربایی‌های کارمندان سازمان ملل یا انجمن و نیز حملات خشونت‌آمیز به تجهیزات، اماکن رسمی، اسکان خصوصی یا وسایل حمل و نقل این افراد شوند. طرفین کنوانسیون همچنین موافقت خود را برای جرم کردن کمیسیون تلاش شده یا تهدید به انجام چنین عملیاتی انجام می‌دهند. «کارمندان سازمان ملل» به افرادی که توسط دبیرکل سازمان ملل به عنوان اعضای ارتش، پلیس یا اجزای غیرنظامی یک عملیات سازمان ملل درگیر یا مستقر شده‌اند، اشاره دارد. همچنین مقامات آژانس‌های تخصصی سازمان ملل و آژانس بین‌المللی انرژی اتمی را شامل می‌شود. «پرسنل وابسته» شامل سایر پرسنل - از جمله اعضای سازمان‌های مردم‌نهاد است- که به منظور انجام وظیفه رسمی توسط کارمندان سازمان ملل منصوب شده‌اند.
ماده اصلی کنوانسیون اصل  Aut dedere aut Judicare است: طرف معاهده باید (۱) شخصی را که مرتکب تخلف علیه سازمان ملل یا پرسنل وابسته شده‌است تحت پیگرد قانونی قرار دهد یا (۲) شخص را به دولت دیگری ارسال کند که درخواست کند. استرداد او برای پیگرد همان جرم است.
در این کنوانسیون آمده‌است که اجزای نظامی و پلیس یک عملیات سازمان ملل - از جمله وسایل نقلیه، هواپیما و کشتی‌ها - باید از سازمان ملل متحد متمایز باشند و کلیه سازمان ملل و پرسنل وابسته باید شناسائی مناسبی را انجام دهند. در این پیمان همچنین آمده‌است که سازمان ملل و پرسنل وابسته باید به قوانین داخلی کشور میزبان احترام بگذارند و از آن پیروی کنند.

## مصوبات و احزاب
در پایان سال ۱۹۹۵، این کنوانسیون توسط ۴۳ کشور به امضا رسیده و در ۱۵ ژانویه ۱۹۹۹ پس از تصویب آن توسط ۲۲ کشور به اجرا درآمد. از ژوئن سال ۲۰۱۶، این پیمان در ۹۳ کشور تصویب شده‌است که شامل ۹۲ کشور عضو سازمان ملل به علاوه کشور فلسطین است. کشورهایی که کنوانسیون را امضا کردند اما هنوز آن را تصویب نکرده‌اند عبارتند از هائیتی، هندوراس، مالت، پاکستان، سیرالئون و ایالات متحده.

## پروتکل اختیاری
در ۸ دسامبر ۲۰۰۵، پروتکل اختیاری کنوانسیون ایمنی سازمان ملل و پرسنل وابسته توسط مجمع عمومی سازمان ملل به تصویب رسید. پروتکل اختیاری به سادگی دامنه آنچه «یک عملیات سازمان ملل» را تشکیل می‌دهد، شامل «ارائه کمکهای بشردوستانه، سیاسی یا توسعه در ساخت و ساز در صلح» و «ارائه کمکهای بشردوستانه اضطراری» است. پروتکل اختیاری توسط ۳۴ کشور به امضا رسیده‌است، در ۱۹ اوت ۲۰۱۰ لازم‌الاجرا شد، و از ژوئن ۲۰۱۶ توسط ۳۰ کشور تصویب شده‌است.